# Nong Muang (huyện)
Nong Muang (tiếng Thái: หนองม่วง) là một huyện (amphoe) ở phía bắc của tỉnh Lopburi, miền trung Thái Lan.

## Lịch sử
Theo một kiến nghị năm năm 1989, 6 tambon đã được tách ra từ Khok Samrong để lập tiểu huyện (King Amphoe) Nong Muang vào ngày 1 tháng 4 năm 1990. Tiểu huyện đã được nâng cấp thành huyện ngày 15 tháng 12 năm 1996.

## Địa lý
Các huyện giáp ranh (từ phía đông bắc theo chiều kim đồng hồ) là Khok Charoen, Sa Bot, Khok Samrong, Ban Mi, huyện Takhli, Tak Fa và Phaisali của tỉnh Nakhon Sawan.

## Hành chính
Huyện này được chia thành 6 phó huyện (tambon), các đơn vị này lại được chia ra thành 67 làng (muban). Nong Muang là thị trấn (thesaban tambon) nằm trên một phần của tambon Nong Muang. Có 6 Tổ chức hành chính tambon.
| \| STT \| Name \| Thai name \| Số làng \| Dân số \| \| \| --- \| -------------- \| --------- \| ------- \| ------ \| \| \| 1. \| Nong Muang \| หนองม่วง \| 10 \| 8.710 \| \| \| 2. \| Bo Thong \| บ่อทอง \| 12 \| 6.799 \| \| \| 3. \| Dong Din Daeng \| ดงดินแดง \| 12 \| 5.179 \| \| \| 4. \| Chon Sombun \| ชอนสมบูรณ์ \| 12 \| 4.925 \| \| \| 5. \| Yang Thon \| ยางโทน \| 10 \| 4.585 \| \| \| 6. \| Chon Saradet \| ชอนสารเดช \| 11 \| 5.059 \| \| | Map of tambon  |           |         |        |  |
| STT | Name           | Thai name | Số làng | Dân số |  |
| 1. | Nong Muang     | หนองม่วง   | 10      | 8.710  |  |
| 2. | Bo Thong       | บ่อทอง     | 12      | 6.799  |  |
| 3. | Dong Din Daeng | ดงดินแดง   | 12      | 5.179  |  |
| 4. | Chon Sombun    | ชอนสมบูรณ์  | 12      | 4.925  |  |
| 5. | Yang Thon      | ยางโทน    | 10      | 4.585  |  |
| 6. | Chon Saradet   | ชอนสารเดช | 11      | 5.059  |  |